# Татбері
Татбері – велике селище з населенням понад 3000 чоловік у графстві Стаффордшир, Англія. 

## Історія
Місцевість було заселено понад 3 тисячі років тому. Нині селище зберегло рештки нормандського замку.